# Tosh.0
Tosh.0, ungefär Tosh punkt noll, är ett komediprogram på den amerikanska TV-kanalen Comedy Central som skapades och leds av ståuppkomikern Daniel Tosh. Programmet visar klipp från internet som visar folk som skadar sig, hamnar i dråpliga situationer eller gör bort sig.